# Jon Hamm
Jonathan Daniel „Jon” Hamm (n. 10 martie 1971, Saint Louis, Missouri, SUA) este un actor american, care lucrează în principal în televiziune. La mijlocul anilor '90 Hamm trăia în Los Angeles unde încerca să devină un actor cunoscut, dar a reușit să obțină numai roluri minore în mai multe seriale de televiziune, printre care: Providence, The Division, What About Brian și Related. În 2000, el și-a făcut debutul în filmul Space Cowboys realizat de Clint Eastwood. În anul următor, Hamm a apărut în comedia independentă  Kissing Jessica Stein (2001) într-un rol minor.
Hamm a obținut recunoaștere globală pentru rolul pe care îl joacă în drama, Mad Men, de pe AMC el fiind un director din publicitate. Serialul a avut premiera în iulie 2007. Acest rol i-a adus un Glob de Aur pentru Cel mai bun actor într-un serial în anul 2008.

## Filmografie

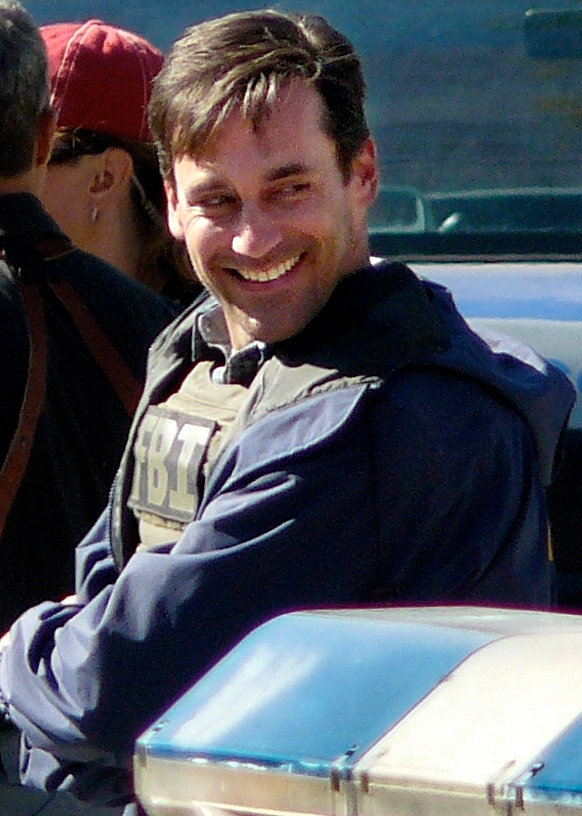
Hamm pe platourile filmului The Town în septembrie 2009

### Film
| An   | Titlu                          | Rol                                         | Note                   |
| ---- | ------------------------------ | ------------------------------------------- | ---------------------- |
| 2000 | Space Cowboys                  | Young Pilot No. 2                           |                        |
| 2001 | Kissing Jessica Stein          | Charles                                     |                        |
| 2002 | We Were Soldiers               | Capt. Matt Dillon                           |                        |
| 2006 | Ira & Abby                     | Ronnie                                      |                        |
| 2007 | The Ten                        | Chris Knarl                                 |                        |
| 2008 | The Day the Earth Stood Still  | Dr. Michael Granier                         |                        |
| 2009 | A Single Man                   | Hank Ackerley                               | Voce, nemenționat      |
| 2009 | Stolen                         | Tom Adkins Sr.                              |                        |
| 2010 | Shrek Forever After            | Brogan                                      | Voce                   |
| 2010 | The A-Team                     | Agent Lynch                                 | Nemenționat            |
| 2010 | The Town                       | Adam Frawley                                |                        |
| 2010 | Howl                           | Jake Ehrlich                                |                        |
| 2011 | Sucker Punch                   | High Roller / Doctor                        |                        |
| 2011 | Bridesmaids                    | Ted                                         | Nemenționat            |
| 2012 | Friends with Kids              | Ben                                         | Și producător          |
| 2013 | The Congress                   | Dylan Truliner                              | Voice                  |
| 2014 | Million Dollar Arm             | J. B. Bernstein                             |                        |
| 2015 | Minions                        | Herb Overkill                               | Voce                   |
| 2016 | Absolutely Fabulous: The Movie | Himself                                     | Cameo                  |
| 2016 | Keeping Up with the Joneses    | Tim Jones                                   |                        |
| 2017 | Marjorie Prime                 | Walter                                      | Și producător executiv |
| 2017 | Baby Driver                    | Buddy                                       |                        |
| 2017 | Aardvark                       | Craig Norman                                |                        |
| 2018 | Nostalgia                      | Will Beam                                   |                        |
| 2018 | Beirut                         | Mason Skiles                                |                        |
| 2018 | Tag                            | Bob Callahan                                |                        |
| 2018 | Bad Times at the El Royale     | Laramie Seymour Sullivan / Dwight Broadbeck |                        |
| 2019 | The Report                     |                                             | Post-producție         |
| 2019 | Lucy in the Sky                | Mark Goodwin                                | Post-producție         |
| 2021 | Top Gun: Maverick              |                                             | Filmări                |

### Televiziune
| An         | Titlu                                               | Rol                                      | Note                                                               |
| ---------- | --------------------------------------------------- | ---------------------------------------- | ------------------------------------------------------------------ |
| 1996       | The Big Date                                        | Himself                                  | Contestant                                                         |
| 1997       | Ally McBeal                                         | Gorgeous Guy at Bar                      | Episodul: "Compromising Positions"; nemenționat                    |
| 2000       | The Hughleys                                        | Buzz                                     | Episodul: "Lies My Valentine Told Me"                              |
| 2000       | The Trouble with Normal                             | Jackson                                  | Episode: "Pilot"                                                   |
| 2000–2001  | Providence                                          | Burt Ridley                              | 18 episoade                                                        |
| 2001       | Early Bird Special                                  | Red-Headed Cop                           | Episodul: "Pilot"                                                  |
| 2002       | Gilmore Girls                                       | Peyton Sanders                           | Episodul: "Eight O'Clock at the Oasis"                             |
| 2002–2004  | The Division                                        | Inspector Nate Basso                     | 66 episoade                                                        |
| 2005       | CSI: Miami                                          | Dr. Brent Kessler                        | 2 episoade                                                         |
| 2005       | Point Pleasant                                      | Dr. George Forrester                     | 2 episoade                                                         |
| 2005       | Charmed                                             | Jack Brody                               | Episode: "Ordinary Witches"                                        |
| 2006       | Numb3rs                                             | Richard Clast                            | Episodul: "Hardball"                                               |
| 2006       | Related                                             | Danny                                    | Episodul: "Related"                                                |
| 2006–2007  | The Unit                                            | Wilson James                             | 5 episoade                                                         |
| 2006–2007  | What About Brian                                    | Richard Povich                           | 6 episoade                                                         |
| 2007       | The Sarah Silverman Program                         | Cable Guy                                | Episodul: "Muffin' Man"                                            |
| 2007–2015  | Mad Men                                             | Don Draper                               | 92 episoade; și regizor și producător                              |
| 2008–2015  | Saturday Night Live                                 | Himself (host)                           | 10 episoade                                                        |
| 2009–2012  | 30 Rock                                             | Dr. Drew Baird, Abner, David Brinkley    | 7 episoade                                                         |
| 2010       | The Simpsons                                        | FBI Investigator (voce)                  | Episodul: "Donnie Fatso"                                           |
| 2010, 2012 | Conan                                               | Don Draper                               | 2 episoade                                                         |
| 2010–2016  | Childrens Hospital                                  | Derrick Childrens, Arthur Childrens      | 6 episoade                                                         |
| 2011       | Robot Chicken                                       | Various Voices                           | 2 episoade                                                         |
| 2012       | The Increasingly Poor Decisions of Todd Margaret    | Himself                                  | 4 episoade                                                         |
| 2012       | Comedy Bang! Bang!                                  | Himself                                  | Episodul: "Jon Hamm Wears A Light Blue Shirt & Silver Watch"       |
| 2012       | Martha Speaks                                       | Ham Johnson (voce)                       | Episodul: "Cora! Cora! Cora!/Cora Encore!"                         |
| 2012       | Metalocalypse                                       | Sultan Jamawa (voice)                    | Episodul: "Writersklok"                                            |
| 2012       | American Dad!                                       | Himself (voice)                          | Episode: "Can I Be Frank (With You)"                               |
| 2012       | Family Guy                                          | Himself (voice)                          | Episodul: "Ratings Guy"                                            |
| 2012, 2013 | The Greatest Event in Television History            | Rick Simon, Ghost of Jon Hamm            | 2 episoade                                                         |
| 2012–2013  | A Young Doctor's Notebook                           | Older Dr. Vladimir Bomgard               | 8 episoade; și prod. executiv                                      |
| 2013       | Bob's Burgers                                       | O.T. (voce)                              | Episodul: "O.T.: The Outside Toilet"                               |
| 2013       | Archer                                              | Captain Murphy (voce)                    | 2 episoade                                                         |
| 2013       | 2013 ESPY Awards                                    | Himself (host)                           | Special TV                                                         |
| 2013       | Clear History                                       | Will Haney                               | Film TV                                                            |
| 2014       | Web Therapy                                         | Jeb Masters                              | 2 episoade                                                         |
| 2014       | Black Mirror                                        | Matt Trent                               | Episodul: "White Christmas"                                        |
| 2014–2015  | Parks and Recreation                                | Ed                                       | 2 episoade                                                         |
| 2015–2018  | Unbreakable Kimmy Schmidt                           | Reverend Richard Wayne Gary Wayne        | 11 episoade                                                        |
| 2015       | 7 Days in Hell                                      | Narator (voce)                           | Film TV                                                            |
| 2015       | Wet Hot American Summer: First Day of Camp          | Falcon                                   | 4 episoade                                                         |
| 2015       | Toast of London                                     | Himself                                  | Episodul: "Hamm on Toast"                                          |
| 2016       | Wander Over Yonder                                  | Cartoon Lord Hater (voice)               | Episodul: "The Cartoon"                                            |
| 2016       | Angie Tribeca                                       | McCormick                                | Episodul: "Fleas Don't Kill Me"                                    |
| 2016       | All or Nothing: A Season with the Arizona Cardinals | Narator (voce)                           | 8 episoade                                                         |
| 2016       | The Last Man on Earth                               | Darrell                                  | Episodul: "General Breast Theme with Cobras"                       |
| 2016–2018  | The Amazing Gayl Pile                               | C.A.M. (Condo Automation Module) (voice) | 8 episoade                                                         |
| 2017       | SpongeBob SquarePants                               | Don Grouper (voice)                      | Episode: "Goodbye, Krabby Patty?"                                  |
| 2017       | Tour de Pharmacy                                    | Narrator (voice)                         | Television film                                                    |
| 2017       | All or Nothing: A Season with the Los Angeles Rams  | Narator (voce)                           | 8 episodes                                                         |
| 2017       | Big Mouth                                           | Scallops (voce)                          | Episodul: "I Survived Jessi's Bat Mitzvah"                         |
| 2017       | Travel Man                                          | Himself                                  | Episodul: "48 Hours in Hong Kong Christmas Special"                |
| 2018       | Legion                                              | The Narrator (voce)                      | 7 episoade                                                         |
| 2018       | Barry                                               | Himself                                  | Episodul: "Chapter Four: Commit ... to YOU"                        |
| 2018       | Random Acts of Flyness                              | Himself                                  | Episodul: "What are your thoughts on raising free black children?" |
| 2018       | I Love You, America with Sarah Silverman            | Abraham Lincoln                          | Episodul: "Hall of Presidents"                                     |
| 2018       | Big City Greens                                     | Louis (voice)                            | Episodul: "Big Deal/Forbidden Feline"                              |
| 2019       | Good Omens                                          | Arhanghelul Gabriel                      | Miniserial                                                         |

### Videoclipuri
| An   | Artist                          | Cântec                           | Rol            |
| ---- | ------------------------------- | -------------------------------- | -------------- |
| 2011 | The Lonely Island (ft. Rihanna) | "Shy Ronnie 2: Ronnie & Clyde"   | Bank Hostage   |
| 2011 | Herman Düne                     | "Tell Me Something I Don't Know" |                |
| 2012 | Aimee Mann                      | "Labrador"                       | Tom Scharpling |

### Cărți audio
| An   | Titlu                                   | Autor     | Rol              | Note                  |
| ---- | --------------------------------------- | --------- | ---------------- | --------------------- |
| 2017 | Star Wars: From a Certain Point of View | Paul Dini | Boba Fett (voce) | Titlu: "Added Muscle" |